# Guam op de Olympische Zomerspelen 2016
Guam nam deel aan de Olympische Zomerspelen 2016 in Rio de Janeiro, Brazilië. De selectie bestond uit vijf atleten, actief in drie verschillende sporten. Het was de kleinste olympische ploeg van Guam sinds de Spelen van 2004. Ook op de Spelen van 2016 slaagde het land er niet in om haar eerste olympische medaille te winnen.

## Deelnemers en resultaten
(m) = mannen, (v) = vrouwen 

### Atletiek
| Olympiër       | Discipline | Resultaat | Prestatie                 |
| -------------- | ---------- | --------- | ------------------------- |
| Joshua Ilustre | 800m (m)   | DSQ       | serie 4: DSQ              |
|                |            |           |                           |
| Regina Tugade  | 100m (v)   | 68e       | voorronde 1: 3de in 12,52 |

### Wielersport
| Olympiër      | Discipline   | Resultaat    | Prestatie    |
| Mountainbike  | Mountainbike | Mountainbike | Mountainbike |
| ------------- | ------------ | ------------ | ------------ |
| Peter Lombard | mannen       | DNF          | DNF          |

### Zwemmen
| Olympiër           | Discipline          | Resultaat | Prestatie                |
| ------------------ | ------------------- | --------- | ------------------------ |
| Benjamin Schulte V | 100m schoolslag (m) | 43e       | series 1: 4de in 1.03,29 |
|                    |                     |           |                          |
| Pilar Shimizu      | 100m schoolslag (v) | 38e       | serie 2: 6de in 1.16,65  |